# 伊瓦尼尼奇
50°21′18″N 25°52′16″E / 50.35500°N 25.87111°E
伊瓦尼尼奇（烏克蘭語：Іваниничі），是烏克蘭的村落，位於該國西北部羅夫諾州，由杜布諾區負責管轄，面積36平方公里，海拔高度271米，2001年人口89，人口密度每平方公里2.5人。